# Der Kommissar (single)
Der Kommissar is een single van Falco uit december 1981. De muziek werd geschreven door zijn producer Robert Ponger en de tekst kwam van Falco zelf. Op de B-kant staat het nummer Helden von heute. 

## Achtergrond
Met de single brak hij niet alleen door in zijn thuisland Oostenrijk, maar ook internationaal, met nummer 1-noteringen in meerdere landen zoals thuisland Oostenrijk, Duitsland, Zwitserland, Frankrijk, Spanje en Italië. Zelfs in de Verenigde Staten, Canada, Oceanië, Japan, het Verenigd Koninkrijk en Ierland werd de plaat een hit.
In Nederland werd de plaat in de winter van 1981-1982 door dj Frits Spits veel gedraaid in zijn NOS radioprogramma De Avondspits op Hilversum 3 en werd mede hierdoor een radiohit in de destijds drie hitlijsten op de nationale publieke popzender. De plaat bereikte de 18e positie in zowel de Nederlandse Top 40 als de TROS Top 50 en de 17e positie in de Nationale Hitparade. In de Europese hitlijst op Hilversum 3, de TROS Europarade, werd de 15e positie bereikt.
In België werd de 26e positie bereikt in de voorloper van de  Vlaamse Ultratop 50 en de 22e positie in de Vlaamse Radio 2 Top 30.
De plaat werd door een tiental artiesten gecoverd en in twee versies naar het Engels vertaald. De Britse rockband After the Fire had met een cover een hit in eigen land en enkele andere landen, waaronder op nummer 5 in de Verenigde Staten.
Hitnoteringen Falco
| Land          | Hitnotering |
| ------------- | ----------- |
| Oostenrijk    | 1           |
| Duitsland     | 1           |
| Zwitserland   | 2           |
| Nederland     | 17 /18 /18  |
| België        | 22/26       |
| Frankrijk     | 1           |
| Spanje        | 1           |
| Italië        | 1           |
| Noorwegen     | 3           |
| Zweden        | 4           |
| Canada        | 11          |
| Australië     | 4           |
| Nieuw-Zeeland | 4           |
| Japan         | 26          |

Hitnoteringen After the Fire
| Land                | Hitnotering |
| ------------------- | ----------- |
| Verenigde Staten    | 5           |
| Verenigd Koninkrijk | 47          |
| Canada              | 1           |
| Zuid-Afrika         | 2           |